# Джил Хатауей
Джил Хатауей (на английски: Jill Hathaway) е американска писателка на бестселъри в жанра паранормален трилър.

## Биография и творчество
Джил Хатауей е родена на 9 април 1980 г. в Де Мойн, Айова, САЩ.
Получава бакалавърска степен по английски език от Университета на Северна Айова и магистърска степен по литература от Университета на Айова. Работи като учител по английски език и литература в гимназията и колежа на Де Мойн.
Заедно с работата си и покрай двете си деца започва да пише романи. Първият ѝ паранормален трилър „Чужди очи“ е издаден през 2012 г. Главната героиня Вий Бел в състояние на пристъп притежава уникалната способност да вижда света през очите на други хора. Виждайки убийството на най-добрата си приятелка през очите на убиеца тя прави опит да го открие. Романът става международен бестселър и я прави известна.
Джил Хатауей живее със семейството си в предградие на Де Мойн.

## Произведения

### Самостоятелни романи
- Every Little Thing (2015)

### Серия „Чужди очи“ (Slide)
1. Slide (2012)
Чужди очи, изд.: „Егмонт България“, София (2012), прев. Елка Виденова
2. Impostor (2013)
Чуждо влияние, изд.: „Егмонт България“, София (2013), прев. Елка Виденова